# توم داي (مخرج)
توم داي (بالإنجليزية: Tom Dey)‏ هو مخرج أمريكي، ولد في 14 أبريل 1965 في هانوفر في الولايات المتحدة.

## وصلات خارجية
- توم داي على موقع IMDb (الإنجليزية)
- توم داي على موقع ألو سيني (الفرنسية)
- توم داي على موقع أول موفي (الإنجليزية)
- توم داي على موقع بوكس أوفيس موجو (الإنجليزية)
- توم داي على موقع قاعدة بيانات الأفلام السويدية (السويدية)
- توم داي على موقع قاعدة بيانات الفيلم (الإنجليزية)
- توم داي على موقع كينوبويسك (الروسية)